# Take Off Your Pants and Jacket
Take Off Your Pants and Jacket — четвертий студійний альбом американською поп-панк гурта Blink-182, який був виданий 12 червня 2001 року лейблом MCA Records та спродюсованний Джері Фінном. Назва «Take off your pants and jacket» (укр. зніми свої штани та куртку) є гумористичним каламбуром на фразу про чоловічу мастурбацію «take off your pants and jack it» (укр. зніми свої штани і подрочи його).
Альбом мав величезний комерційний успіх, зайнявши першу строчку в престижному хіті-параді Billboard 200 (в цей час це найвище досягнення гурту). У перший тиждень продажів після реліза було продано понад 350 000 копій альбому. По всьому світу було реалізовано більше 14 мільйонів примірників Take Off Your Pants and Jacket, а в США альбом став двічі платиновим. До альбому альбому увійшло три успішні сингли: «The Rock Show», «First Date» та «Stay Together for the Kids». На всі три пісні було знято відеокліпи, а пізніше, у 2005 році, ці композиції увійшли до складу альбому Greatest Hits. Окрім синглів до ефіру радіостанцій потрапила пісня «Anthem Part Two».

## Запис
Після широкого комерційного успіху третього студійного альбому Enema of the State та туру на його підтримку гурт вирушає до Сан-Дієго для запису матеріалу для нового альбому. За три тижні були написані пісні до альбому, а потім три місяці пішло на запис альбом на студії «Signature Sounds Recordings» під керівництвом продюсера Джері Фінна, який залишився з гуртом з попереднього альбому. За заявою учасників тріо, треки, представлені в альбомі, написані під впливом таких груп, як Fugazi і Refused, а сам альбом є важчим, якщо порівнювати з попереднім. Проте Take Off Your Pants and Jacket був записаний у той же манері, що і попередній Enema of the State.

## Назва
За словами учасників гурту, назву до альбому придумав технік зі студії звукозапису. Спочатку планувалось, що альбом вийде під назвою If You See Kay чи and Genital Ben, а на обкладинці буде зображено ведмедя.
| Ліві лапки | Наш гітарний технік Ларі, ... катався на сноуборді. Одного розу його приятель прийшов весь мокрий від снігу і він сказав, "Dude, take off your pants and jacket!". Після цієї фрази всі почали сміятись. Я якраз сидів у ресторані, коли він зателефонував мені і сказав, що хоче запропонувати назву до альбому. Як тільки він сказав цю фразу, я одразу вирішив, що це найкращий варіант назви. | Праві лапки |

## Видання та критика
Take Off Your Pants and Jacket офіційно виданий 12 червня 2001 року. Цей альбом став першим та наразі останнім альбомом Blink 182, що очолив хіт-парад Billboard 200. Take Off… отримав двічі платиновий статус у США. На підтримку альбому вийшли три сингли: «The Rock Show», який був виданий наприкінці червня 2001-го, «First Date» виданий у жовтні цього ж року та «Stay Together for the Kids», виданий у лютому 2002 року. Пісня «Anthem Part Two» не виходила у вигляді офіційного синглу, проте, потрапила у ротацію на радіо у 2002 році.
Загалом було видана чотири версії альбому: одна звичайна, та три версії з обкладинками червоного, жовтого і зеленого кольорів. Кожна версія альбому містила 2 різні додаткові треки, один з яких був гумористичний, а один серйозний. Альбом був також виданий компанією Hot-Topic дуже обмеженим накладом на вінілових платівках. За різними даними їх наклад склав від 1 500 до 2 000 копій.
Після реліза альбом отримав переважно позитивні та нейтральні відгуки критиків. Роб Шеффілд з журналу Rolling Stone написав, що «Take Off… вийшов краще за свого попередника», а Entertainment Weekly назвали альбом «безрадісним». 10-та пісня «Everytime I Look For You» на початку фільму «Американський пиріг 2», а композиція «Anthem Part Two» потрапила до саундтреку фільму «Бунтарка». Бонус трек Time to Break Up присутній на збірці Atticus: ...Dragging the Lake (2002), а інший бонус-трек Don't Tell Me That It's Over можна почути на альбомі Atticus: ...Dragging the Lake, Vol. 2 (2003).

## Список пісень
Автор музики і слів Марк Гоппус, Том ДеЛонг и Тревіс Баркер. 
| #     | Назва                         | Головний вокаліст | Тривалість |
| ----- | ----------------------------- | ----------------- | ---------- |
| 1.    | «Anthem Part Two»             | ДеЛонг            | 3:48       |
| 2.    | «Online Songs»                | Гоппус            | 2:25       |
| 3.    | «First Date»                  | ДеЛонг            | 2:51       |
| 4.    | «Happy Holidays, You Bastard» | Гоппус            | 0:42       |
| 5.    | «Story of a Lonely Guy»       | ДеЛонг            | 3:39       |
| 6.    | «The Rock Show»               | Гоппус            | 2:51       |
| 7.    | «Stay Together for the Kids»  | Гоппус/ДеЛонг     | 3:59       |
| 8.    | «Roller Coaster»              | Гоппус            | 2:47       |
| 9.    | «Reckless Abandon»            | ДеЛонг            | 3:06       |
| 10.   | «Everytime I Look for You»    | Гоппус/ДеЛонг     | 3:05       |
| 11.   | «Give Me One Good Reason»     | ДеЛонг            | 3:18       |
| 12.   | «Shut Up»                     | Гоппус            | 3:20       |
| 13.   | «Please Take Me Home»         | ДеЛонг            | 3:05       |
| 36:13 |                               |                   |            |

| Версія «Red Take Off» | Версія «Red Take Off» | Версія «Red Take Off» |
| #                     | Назва                 | Тривалість            |
| --------------------- | --------------------- | --------------------- |
| 14.                   | «Time to Break Up»    | 3:05                  |
| 15.                   | «Mother's Day»        | 1:37                  |

| Версія «Yellow Pants» | Версія «Yellow Pants» | Версія «Yellow Pants» |
| #                     | Назва                 | Тривалість            |
| --------------------- | --------------------- | --------------------- |
| 14.                   | «What Went Wrong»     | 3:13                  |
| 15.                   | «Fuck a Dog»          | 1:25                  |

| Версія «Green Jacket» | Версія «Green Jacket»     | Версія «Green Jacket» |
| #                     | Назва                     | Тривалість            |
| --------------------- | ------------------------- | --------------------- |
| 14.                   | «Don't Tell Me It's Over» | 2:34                  |
| 15.                   | «When You Fucked Grandpa» | 1:39                  |

| Англійська версія | Англійська версія  | Англійська версія |
| #                 | Назва              | Тривалість        |
| ----------------- | ------------------ | ----------------- |
| 14.               | «Time to Break Up» | 3:05              |
| 15.               | «What Went Wrong»  | 3:13              |
| 16.               | «Fuck a Dog»       | 1:25              |

| Японська версія | Японська версія                | Японська версія |
| #               | Назва                          | Тривалість      |
| --------------- | ------------------------------ | --------------- |
| 14.             | «What Went Wrong»              | 3:13            |
| 15.             | «Don't Tell Me That It's Over» | 2:34            |
| 16.             | «Fuck a Dog»                   | 1:25            |

| Німецька версія | Німецька версія    | Німецька версія |
| #               | Назва              | Тривалість      |
| --------------- | ------------------ | --------------- |
| 14.             | «Time to Break Up» | 3:05            |
| 15.             | «Fuck a Dog»       | 1:25            |

| Австралійська версія | Австралійська версія | Австралійська версія |
| #                    | Назва                | Тривалість           |
| -------------------- | -------------------- | -------------------- |
| 14.                  | «What Went Wrong»    | 3:13                 |
| 15.                  | «Fuck a Dog»         | 1:25                 |
| 16.                  | «Man Overboard»      | 3:58                 |

- На лімітованій версій альбому у кінці пісні Please Take Me Home записано 182 секунди тиші.

## Досягнення у чартах
Альбом
| Рік  | Чарт                | Позиція |
| ---- | ------------------- | ------- |
| 2001 | Billboard 200       | 1       |
| 2001 | Top Internet Albums | 1       |
| 2001 | Top Canadian Albums | 1       |

Сингли
| Рік  | Сингл                        | Чарт               | Позиція |
| ---- | ---------------------------- | ------------------ | ------- |
| 2001 | «The Rock Show»              | Billboard Hot 100  | 71      |
| 2001 | «The Rock Show»              | Modern Rock Tracks | 2       |
| 2001 | «First Date»                 | Modern Rock Tracks | 6       |
| 2002 | «Stay Together for the Kids» | Modern Rock Tracks | 7       |

## Персоналії
- Том ДеЛонг — вокал, гітара
- Марк Гоппус — вокал, бас-гітара
- Тревис Баркер — ударні
- Роджер Джозеф Маннінг молодший — клавішні
- Джеррі Фінн — продюсер
- Том Лорд-Елг — мікшування
- Джой МакГрат — інженіринг
- Джой Марлетт — асистент інженера
- Тед Рейгер — асистент інженера
- Роберт Рід — асистент інженера
- Феміо Хернандес — асистент з мікшування
- Майк «Сек» Фасано — технік по ударним
- Браян Гарднер — мастерінг

## Сертифікації
| Регіон | Сертифікація  | Продажі    |
| --- | ------------- | ---------- |
| Австралія (ARIA) | Платиновий    | 70 000^    |
| Бразилія (ABPD) | Золотий       | 50 000*    |
| Канада (Music Canada) | 2× Платиновий | 200 000^   |
| Німеччина (BVMI) | Золотий       | 150 000    |
| Японія (RIAJ) | Золотий       | 100 000^   |
| Швейцарія (IFPI Switzerland) | Золотий       | 20 000^    |
| Велика Британія (BPI) | Платиновий    | 300 000*   |
| США (RIAA) | 2× Платиновий | 2 000 000^ |
| *продажі, що базуються лише на сертифікаціях · ^відвантаження, що базуються лише на сертифікаціях · продажі+прослуховування, що базуються лише на сертифікаціях |               |            |